# Golanka Dolna
Golanka Dolna est une localité polonaise de la gmina de Prochowice, située dans le powiat de Legnica en voïvodie de Basse-Silésie.